# Spooky Scary Skeletons
Spooky Scary Skeletons är en singel av Andrew Gold från albumet Halloween Howls, utgivet 1996. Den anses vara en del av spooky internet-subkulturen.